# Clerus elegans
Espèce
Clerus elegans est une espèce d'insectes coléoptères, de la famille des Cleridae. Elle fut trouvée près de la ville de Tupátaro dans l'État de Michoacán, au Mexique.